# Dusky-Sound-Erdbeben von 2009
Das Dusky-Sound-Erdbeben von 2009, das im unbesiedelten Gebiet der geografischen Region Fiordland auf der Südinsel von Neuseeland stattfand, war mit der Stärke 7,8 MW das stärkste neuseeländische Erdbeben seit dem Murchison-Erdbeben von 1929 und dem Hawke’s-Bay-Erdbeben von 1931.

## Geografie
Der Tamatea / Dusky Sound liegt am südwestlichen Rand des Fiordland National Park in der Region Southland, etwa 100 km südwestlich der Stadt Te Anau und etwa 100 km nordwestlich von Tuatapere.

## Das Beben
Am 15. Juli 2009 gegen 21:22 Uhr brachte ein in 30 km Tiefe startendes Erdbeben, das seine Energie langsam nach oben abgab und in einer Tiefe von 12 km frei werden ließ, fast ganz Neuseeland zum Beben. Die Schwingungen wurden hauptsächlich auf der Südinsel, aber auch an der Westküste der Nordinsel bis hinauf nach Auckland wahrgenommen. Die westliche Ausstrahlung des Bebens reichte bis nach Sydney in Australien. Ein durch das Beben ausgelöster Tsunami erreichte die australische Küste aber nur in geringer Höhe. Die Flutwelle an der Küste der Region Fiordland lag bei etwa einem Meter. Über die folgenden vier Tage wurden 16 weitere Nachbeben mit Stärken über 5 registriert, eines davon mit der Stärke 6,1.
Der langsam verlaufenden Schockwelle, in der die Energie langsam abgegeben wurde, ist es zu verdanken, dass keine größeren Schäden an Gebäuden in der Region Southland entstanden sind und sich die Anzahl und die Schwere von Erdrutschen in Grenzen hielt.
Trotzdem wurden schon am 24. Juli Schäden in Höhe von 2,88 Millionen NZ$ aufsummiert, mit einer Prognose zu deren Verdoppelung.